# Günter Villman
Gunter (Günter) Villman, tidigare Johansson, född 7 november 1954 i Enskede församling i Stockholms stad, är en svensk militär.

## Biografi
Villman avlade marinofficersexamen vid Sjökrigsskolan 1978 och utnämndes samma år till löjtnant vid Vaxholms kustartilleriregemente, där han tjänstgjorde åtminstone till 1989. Han befordrades till kapten 1981 och till major 1986. År 1983 eller 1984 ändrade han sitt efternamn från Johansson till Villman. Han befordrades till överstelöjtnant 1993 och i mitten av 1990-talet var han placerad vid Ostkustens marinkommando, dock med tidsbegränsad tjänstgöring vid Kustartillericentrum. Därefter var han under andra hälften av 1990-talet placerad vid Andra kustartilleribrigaden, med tidsbegränsad tjänstgöring vid Fjärde kustartilleribrigaden. År 1997 utnämndes han till överstelöjtnant med särskild tjänsteställning och i slutet av 1990-talet var han placerad vid Vaxholms kustartilleriregemente, med tidsbegränsad tjänstgöring vid Högkvarteret. Villman befordrades till överste 1999 och var chef för Karlskrona kustartilleriregemente med andra kustartilleribrigaden från och med den 1 juni 1999 till och med den 31 oktober 2000, varefter han stod till förfogande hos Marintaktiska kommandot 2000–2001 och lämnade Försvarsmakten 2001.
Günter Villman invaldes 1999 som ledamot av Kungliga Örlogsmannasällskapet.